# マジカルポップス
マジカルポップスは、1999年に山佐が開発・販売したパチスロ機（4号機）である。

## 概要
『ピカ吾郎』のシステムを移植した完全告知機である。『ピカ吾郎』と同様ボーナスが成立していたら第3リールのストップボタンを離した瞬間12連LEDで告知をする（マジカルフラッシュ）。BIGとREGの期待値を表示する点も『ピカ吾郎』と同じ。
ピカ吾郎との相違点
- 告知の際に「ピピピ…」と音が鳴る。これについては周りの人にボーナスが成立したことが分かってしまうため毛嫌いする人もあった。
- チャンス目を搭載している。特に左リールに「青7・BAR・赤7」、「3連カボチャ」が停止すると消灯演出もおこり期待感を煽ってくれる。ただし、インパクトは大きいものの信頼度は高くない。
- 設定6のBIG確率が1/240、設定1が1/260とBIG確率が高いため低設定でも連打に期待できる。
- その分JACの払い出しが14枚となっているため獲得枚数が抑えられている。

また、メインキャラクターの魔法使いの少女が昨今の萌えブームによりパチスロにおける萌えキャラ（あるいは萌えスロ）の元祖、と呼ぶ声も一部にあり、リメイク版の登場を待望する人もいる。
限定発売にとどまり、本格発売に至らなかったのは、萌えキャラがまだ理解されていない時代であったのと、同時期にテレビ放送された魔法少女アニメ『おジャ魔女どれみ』とコンセプトがかぶってしまい、山佐が発売自粛したという噂がある。